# Paragryllodes annulipes
Paragryllodes annulipes är en insektsart som beskrevs av Lucien Chopard 1952. Paragryllodes annulipes ingår i släktet Paragryllodes och familjen syrsor. Inga underarter finns listade i Catalogue of Life.